# Lourteigia stoechadifolia
Lourteigia stoechadifolia là một loài thực vật có hoa trong họ Cúc. Loài này được (L.f.) R.M.King & H.Rob. mô tả khoa học đầu tiên năm 1971.